# Júji Macuo
Júji Macuo (松尾 雄治, Matsuo Yūji, 20. ledna 1954, Tokio) je bývalý japonský ragbista, který hrál jako útoková spojka. Je považován za jednoho z nejlepších hráčů Japonska v historii. Za japonskou reprezentaci odehrál 24 zápasů a připsal si 73 bodů (1974 až 1984). Na klubové úrovni hrál za japonský celek Shin-Nittetsu Kamaishi. Vyhrál s ním osmkrát nejvyšší japonskou ligu.
Po konci kariéry se stal novinářem. V letech 2004 až 2012 byl trenérem univerzitního týmu Seijo. Po velkém zemětřesení ve východním Japonsku v roce 2011 založil neziskovou organizaci Scrum Kamaishi a pomáhal s dobrovolníky se škodami. Ve svých 25 letech se oženil, má dceru, syna a tři vnoučata. Provozuje bar pro členy v Nishi-Azabu.